# Maccarthysme
Pour les articles homonymes, voir Chasse aux sorcières (homonymie).

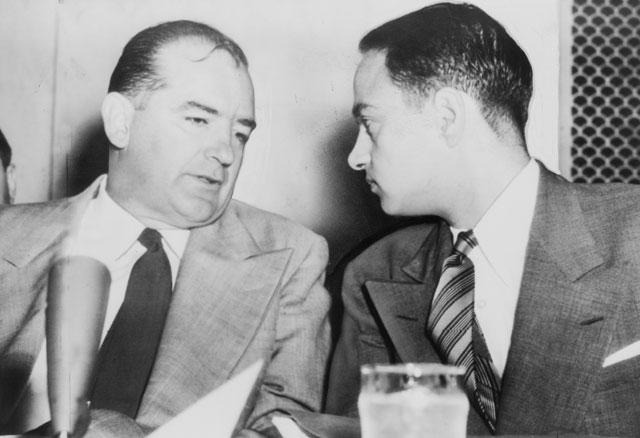
Joseph McCarthy (à gauche) en compagnie de son conseiller Roy Cohn.

Le maccarthysme ou maccarthisme (en anglais : McCarthyism) est une période de l'histoire américaine, connue également sous le nom de « Peur rouge » (Red Scare) et qualifiée fréquemment de « chasse aux sorcières » (witch hunt).
Le maccarthysme trouve ses origines dans le fort sentiment anticommuniste qui s'était développé aux États-Unis dans le contexte des débuts de la guerre froide, qui commence en 1947. Il s'étend de 1950, avec l'apparition du sénateur Joseph McCarthy sur le devant de la scène politique américaine, à 1954, avec le vote de censure contre McCarthy. Pendant deux ans (1953-1954), la commission présidée par McCarthy traqua d'éventuels agents, militants ou sympathisants communistes aux États-Unis. Plusieurs millions d’Américains sont soumis à des enquêtes judiciaires et policières.
Par simplicité, l’expression est parfois utilisée dans un sens plus large, elle désigne alors l'ensemble des investigations et de la répression menées par des commissions parlementaires américaines à l'encontre des communistes, leurs sympathisants ou supposés tels, englobant ainsi celles menées par le House Un-American Activities Committee à partir de 1946.

## Contexte
Dès 1946, le président Harry Truman instaure une commission temporaire, chargée d'enquêter sur la loyauté des fonctionnaires fédéraux. Il s'agit alors d'identifier et d'écarter les fonctionnaires subversifs, partisans d'idéologies ou de régimes dits « totalitaires » comme le fascisme, le communisme et le nazisme. Cinq mois plus tard, l’Executive Order 9835 rend le programme permanent. Le gouvernement Truman reste toutefois l’objet d’attaques de la part des républicains conservateurs, notamment des sénateurs Styles Bridges (en) (New Hampshire), William Jenner (en) (Indiana), Karl Mundt (Dakota du Sud) et Joseph McCarthy, sur le thème de la présence de communistes au gouvernement et de la « complaisance à l’égard des communistes » (soft on communism). En 1947, une liste des organisations « subversives » est publiée par le ministère de la Justice. Le FBI recueillait des renseignements sur les suspects. Le HUAC (House Un-American Activities Committee), créé en 1938 par la Chambre des représentants pour enquêter sur les « activités anti-américaines », étend ses investigations au milieu du cinéma après la guerre. Dix-neuf personnalités d‘Hollywood, soupçonnées d‘appartenir ou d'avoir appartenu au Parti communiste, sont convoquées par la commission en octobre 1947. Il s’agit de scénaristes, de producteurs et d’un acteur, Larry Parks. Seuls onze d’entre eux sont finalement entendus, les « Dix d'Hollywood » et Bertolt Brecht.
Entendu par le HUAC le 30 octobre 1947, Brecht déclare ne pas être membre du Parti communiste et le jour même quitte pour toujours les États-Unis, gagnant la Suisse puis l'Allemagne de l'Est. Les Dix de Hollywood, quant à eux, refusent de répondre aux questions sur leur appartenance au Parti communiste ou à la Screen Writers Guild (un syndicat de scénaristes jugé très à gauche par la commission), en invoquant le Ve amendement de la Constitution américaine. Inculpés par le Congrès pour outrage, ils seront condamnés à des peines de prison (six mois pour Herbert Biberman et Edward Dmytryk, un an pour les autres), qu’ils purgent dans différentes prisons fédérales à partir de juin 1950 (septembre 1950 pour John Howard Lawson).
Le 25 novembre 1947, la MPAA annonce qu’elle n’emploiera plus de communistes. C’est la naissance de la liste noire, une liste d’artistes – communistes ou non – à qui les studios refusaient tout emploi. Des créateurs comme Bertolt Brecht, Charlie Chaplin et Orson Welles durent quitter les États-Unis. La liste noire exista jusque dans les années 1960.
Dans une lettre adressée au philosophe allemand Karl Jaspers en 1949, Hannah Arendt exprime l'inquiétude que lui inspirait la situation américaine : « Ici, l’atmosphère politique générale, surtout dans les universités et les collèges (à l’exception des très grands), est actuellement peu agréable. La chasse aux rouges est en marche et les intellectuels américains, surtout dans la mesure où ils ont un passé radical et sont devenus antistaliniens au fil des années, se mettent en quelque sorte à l’unisson du département d’État ». Selon Pierre Grémion, il existait aux États-Unis, comme en Grande-Bretagne, « une tradition de collaboration des intellectuels avec les services de renseignement de leur pays ».

## L'ascension politique de McCarthy (1950-1952)

### Genèse d'une expression
L'expression « McCarthyism » apparaît pour la première fois le 29 mars 1950, sous la plume du dessinateur du Washington Post, Herblock, reprise par les adversaires de McCarthy, comme James Reston dans son article paru dans le New York Times le 8 avril 1950, « The Menace of McCarthyism », puis deux ans plus tard par Jack Anderson et Ronald W. May dans leur biographie de McCarthy, McCarthy: The Man, the Senator, the "Ism". Dès 1952, elle est revendiquée par McCarthy lui-même, comme le montre la brochure publiée par ses partisans en 1952 : McCarthyism, the fight for America, Documented answers to questions asked by friend and foe by Senator Joe McCarthy.

### Le discours de Wheeling
Le 9 février 1950, à l'occasion du Lincoln Day, le sénateur et président du congrès national Joseph McCarthy prononce un discours devant le Club des femmes républicaines de Wheeling (Virginie-Occidentale). La première partie du discours reprend les thèmes classiques de la droite conservatrice, l'immoralité du communisme, la faiblesse des États-Unis face à l'URSS. Elle est d’ailleurs calquée en partie sur le discours prononcé par Richard Nixon, le 26 janvier 1950, devant la Chambre des représentants. C'est la seconde partie du discours de Wheeling qui va frapper l'opinion américaine. McCarthy y dénonce la mainmise des communistes au sein même du lieu le plus stratégique du pouvoir, le département d'État. Il prétend posséder une liste de 205 d'entre eux : « J’ai ici en main une liste de 205 noms… une liste de noms qui ont été divulgués au département d’État comme étant des membres du Parti communiste et qui néanmoins sont toujours en poste et façonnent toujours la politique du département d’État ».
Le 11 février 1950, McCarthy adresse une lettre au président Truman, dans laquelle il se propose de lui communiquer les noms en sa possession, dont le nombre a été ramené à 57 : « le jour même où la HUAC présentait Alger Hiss comme un important lien dans un réseau d’espionnage communiste, vous avez signé un ordre interdisant au département d’État de communiquer au Congrès toute information concernent la déloyauté ou les connexions communistes de quiconque travaille au département d’État. Malgré cela, nous avons pu rassembler une liste de 57 communistes y travaillant. Cette liste est à votre disposition mais vous pouvez obtenir une liste plus longue en demandant au secrétaire d’État Acheson de vous donner la liste de ceux que votre propre bureau a identifié comme étant déloyaux et qui continuent à travailler au département d’État ».

### Les audiences de la commission Tydings et le rapport de juillet 1950
À partir du 8 mars 1950, la Commission Tydings examine les accusations de McCarthy. Le général Millard Tydings, qui supervise par ailleurs les débuts de la Guerre de Corée, préside la commission des forces armées du Sénat, ou State Department Loyalty Investigation Subcommittee of the Committe on Foreign Relations, chargés d’enquêter sur la loyauté des fonctionnaires.
C'est l'accusation (infondée) d'un des témoins, qui apporte sa notoriété à McCarthy. Selon ce témoin, des membres du département d'État, ont dès 1945 fourni aux rédacteurs de la revue Amerasia un document sur la bombe A, que ceux-ci avaient transmis aux Soviétiques. Jusque là, la presse est réservée voire ironique estimant seulement que « certains républicains, accusant l'administration de mollesse à l'endroit du communisme ».
Rendu le 24 juillet 1950, le rapport de la commission est défavorable à McCarthy mais uniquement adopté par les démocrates, à un peu plus d'un an de la présidentielle de novembre 1951.
Selon le rapport, les accusations de McCarthy sont une « fraude et un canular » (a fraud and a hoax). Aucune des accusations lancées par McCarthy ne peut être prouvée. Le cas le plus significatif est celui d’Owen Lattimore, un des responsables de la politique en Extrême Orient au sein du département d’État, contre qui s’étaient déjà concentrées les attaques des Républicains après la chute de Tchang Kaï-chek lors de sa défaite en Chine en septembre-décembre 1949. McCarthy présente Owen Lattimore comme le supérieur d'Alger Hiss, avant de devoir se rétracter.
Les audiences de la commission ont soudé autour de McCarthy les Républicains conservateurs, puis tous : les membres républicains de la Commission refusent de signer ce rapport. Le sénateur William Jenner qualifie même ses conclusions d‘entreprise la plus scandaleuse et la plus cynique de notre histoire pour blanchir une conspiration de traîtres ».

### Le discours contre le général Marshall
Le 14 juin 1951, McCarthy prononce un discours au Sénat où il attaque violemment le général George Marshall. Marshall est partisan d’une guerre limitée à la Corée (« a limited war which I hope will remain limited », une guerre limitée qui, je l'espère, restera limitée, selon son expression), contrairement à Mac Arthur, qui voulait l’étendre à la Chine : « C’est Marshall, qui, avec l'assistance d'Acheson et Vincent, créa la politique qui, détruisant la Chine, nous priva d’un grand et amical allié […] Nous avons perdu tellement de terrain sur l'Union soviétique ces 6 dernières années. Quand cela cessera-t-il ? […] Vers quoi Marshall va-t-il nous conduire la prochaine fois ? ». McCarthy éprouve un tel ressentiment contre le général Marshall qu’il tire du discours du 14 juin 1951 un pamphlet qu’il intitule America’s Retreat from Victory, The Story of George Catlett Marshall.

## La sous-commission d'enquête permanente du Sénat (1953-1954)
Après l'élection à la présidence des États-Unis de Dwight Eisenhower en 1952 et le triomphe électoral des républicains au Congrès, Joseph McCarthy est nommé président de la sous-commission d'enquête permanente du Sénat (Senate Permanent Subcommittee on Investigation), souvent présentée comme la commission McCarthy, bien que celui-ci ne l‘ait présidée que deux ans. Eisenhower reste hostile à McCarthy à cause de ses attaques répétées contre le général Marshall. Les sénateurs républicains eux-mêmes se méfient de lui. Ils considèrent que la sous-commission d'enquête permanente du Sénat est une sous-commission mineure. « Nous avons mis McCarthy là où il ne pourra causer aucun tort », affirme le leader de la majorité républicaine au Sénat Robert Taft. La sous-commission existe depuis 1948. Elle a succédé à la Commission d’enquête sur le programme de la défense nationale (Committee to Investigate the National Defense Program) et elle a surtout, jusque-là, enquêté sur des affaires de corruption ou de fraude. Elle compte cependant de nombreux effectifs et des moyens d’investigation importants (elle a par exemple accès à toutes les déclarations de revenu des officiels de Washington). McCarthy choisit comme conseiller principal (chief counsel) Roy Cohn, qui avait été procureur-adjoint dans le procès des époux Rosenberg.
À la différence de la Commission sur les activités antiaméricaines et du sous-comité interne de sécurité du Sénat, la sous-commission présidée par McCarthy se concentre sur les institutions gouvernementales. Elle commence par une enquête sur la bureaucratie à Voice of America et oblige au retrait de littérature qualifiée de procommuniste de la bibliothèque du département d'État.
Les investigations de la commission constituent une source constante de tension avec la Maison Blanche. C’est ainsi que McCarthy souhaite enquêter sur un analyste de la CIA, William Bundy, qui avait contribué pour 4 000 dollars au fonds de défense d’Alger Hiss. La Maison Blanche fait comprendre à McCarthy qu’aucun membre de la CIA ne serait contraint de témoigner devant la commission et que ce serait la CIA elle-même qui mènerait une enquête interne sur Bundy. Le 12 mai 1953, McCarthy informe J. Edgar Hoover que la commission souhaite enquêter sur le cas Oppenheimer. Hoover prévient McCarthy que s’il veut mener à bien ces audiences, il devra faire une grande quantité de travail préliminaire (a great deal of preliminary work). Eisenhower préfère prendre les devants et retire à Oppenheimer sa certification.

## Homophobie
Au-delà de son expression violemment anti-communiste, le maccarthysme s'est également illustré par sa virulente homophobie,.
La campagne homophobe de McCarthy s'est également attachée à « dénoncer » des pratiques homosexuelles de certains membres des administrations publiques pour les évincer : certains fonctionnaires perdirent leur emploi, d'autres se suicidèrent. Dénoncée comme « anti-américaine »,, l'homosexualité est alors considérée par de nombreux Américains comme une menace pour le pays.

## Procédure
S'appuyant sur des dénonciations, son activité inquisitoriale destinée à débusquer d'éventuelles infiltrations d'agents communistes dans l'administration s'étend bientôt aux laboratoires de recherche et à Hollywood. Les employés fédéraux doivent faire face à un contrôle de loyauté menaçant la carrière de certains d'entre eux. Le climat de paranoïa est d'autant plus lourd que les faits étaient plus ou moins volontairement déformés et amplifiés, et que le simple fait d’être suspecté ou cité à comparaître suffit souvent pour perdre son emploi.
Les travaux de la commission sénatoriale dirigée par McCarthy se basent principalement sur les lois concernant la haute trahison. En revanche, plusieurs personnes sont incarcérées parce qu'elles considèrent que la commission viole la liberté d'expression. En effet, refuser de comparaître ou mentir à une commission parlementaire est un délit.
McCarthy montre un manque de respect des règles de fonctionnement d’une commission du Sénat. C’est ainsi qu’il signe seul des assignations de témoins, alors que le vote de tous les membres de la sous-commission est exigé. Les témoins se plaignent régulièrement de recevoir leurs assignations au dernier moment, ce qui les empêche de préparer au mieux leur déposition. Les sessions exécutives (executive sessions) de la sous-commission doivent avoir lieu à huis clos. McCarthy autorise pourtant certains journalistes, proches de lui, à y assister.
Le choix du staff requiert le vote de tous les membres de la commission. Le 10 juillet 1953, McCarthy obtient le droit d’engager et de remercier, seul, les membres du staff. Les sénateurs démocrates siégeant à la sous-commission démissionnent alors, en guise de protestation. Robert Kennedy, lui-même, qui est assistant-conseil (assistant counsel), démissionne après en être venu aux mains avec Roy Cohn.

## La déchéance de McCarthy
Des voix commencent à s'élever contre le maccarthysme trois ans après le discours à Wheeling. Ainsi en 1953, on joue la pièce Les Sorcières de Salem d'Arthur Miller, un biais pour stigmatiser la politique en cours. Albert Einstein dénonce le maccarthysme comme « un danger incomparablement plus grand pour notre société que ces quelques communistes qui peuvent être dans notre pays », ajoutant que « ces investigations ont déjà largement miné le caractère démocratique de notre société ».

### McCarthy contre l'armée
Ce qui sonne la fin de la puissance de McCarthy est sa décision de s'attaquer à l'Armée des États-Unis. McCarthy enquête sur le cas d’un dentiste, le major Irving Peress, proche de l’American Labour Party. Peress avait été engagé par l’Armée en 1952, promu major puis démis de ses fonctions pour avoir refusé de répondre à un questionnaire sur ses opinions politiques. Pour McCarthy, cette sanction est insuffisante. Il convoque le major qui invoque le cinquième amendement. McCarthy demande alors, en vain, à l’Armée de faire passer le major Irving Peress devant une cour martiale. McCarthy décide d’entendre son supérieur, le général Ralph W. Zwicker (en). Ce dernier refuse de répondre à McCarthy qui le somme de citer tous ceux qui ont été associés à la décision de démobiliser le major Irving Peress. McCarthy le déclare alors inapte à porter l'uniforme de général (unfit to wear the uniform) et compare son intelligence à celle d'un enfant de cinq ans (the brains of a five-year old). McCarthy franchit une ligne qui lui fait perdre quasi-instantanément le soutien des médias et de l'opinion alors que certains de ses alliés se retournent contre lui pour dénoncer ses excès. Ainsi, le sénateur Charles Potter parle de « jour de honte » et dénonce McCarthy comme une brute terrorisant ses concitoyens.
Au début de l’année 1954, l’armée accuse McCarthy et son conseiller en chef Roy Cohn d’exercer des pressions pour un traitement de faveur envers un ami et ancien adjoint de Cohn, G. David Schine. McCarthy répond que la mobilisation de Shine est un moyen pour l'armée de le faire chanter afin qu'il cesse ses enquêtes sur l'Armée.
La sous-commission examine du 22 avril 1954 au 17 juin 1954 les accusations portées par McCarthy contre l’Armée. McCarthy se démet lui-même de la présidence qui revient au sénateur Karl Mundt. Ces auditions sont connues comme les McCarthy-Army Hearings. Elles sont retransmises à la télévision, ce qui leur donne un retentissement considérable : 187 heures de programme et jusqu’à vingt millions de téléspectateurs. Elles finissent par retourner définitivement l’opinion contre McCarthy. Une réplique marque les esprits, celle de l’avocat de l’armée, Joseph Welch s‘adressant à McCarthy : « Monsieur, enfin, n’avez vous aucun sens de la décence ? Ne vous reste-t-il aucun sens de la décence ? » (Have you no sense of decency, sir, at long last? Have you left no sense of decency?).

### Le Sénat condamne McCarthy
Le 30 juillet 1954, le sénateur républicain Ralph Flanders dépose une motion de censure contre McCarthy. Le 2 août 1954, le Sénat constitue une commission bipartite — trois républicains et trois démocrates — présidée par le sénateur Arthur V. Watkins afin d’examiner le cas de McCarthy. La commission Watkins retient deux charges contre McCarthy : en premier lieu, son refus de comparaître en 1952 devant la sous-commission sur les privilèges et les élections (Subcommittee on Privileges and Elections) pour y répondre aux questions le concernant et son obstruction systématique au travail de cette commission, et, en second lieu, sa conduite le 18 février 1954, pour avoir dénigré et diffamé publiquement le Général Zwicker pendant les audiences sur l’armée. Le Sénat adresse un blâme à McCarthy le 2 décembre 1954 par 67 voix contre 22. Marginalisé dans les milieux politiques, déconsidéré, McCarthy sombre dans l'alcoolisme et meurt en 1957.
Entre les seules années 1947 et 1953, 26 000 employés de l'administration fédérale font l'objet d'une enquête approfondie. Il y eut 7 000 démissions et 739 révocations, au motif d'appartenance à des organisations dites subversives, d'immoralité sexuelle, de pratique homosexuelle ou de consommation de drogues.

## Le maccarthysme à la française
Des historiens [Qui ?] n'hésitent pas à parler du « Maccartysme à la française », dépeint dans Nekrassov, comédie parodique de Jean-Paul Sartre[réf. nécessaire](1955), mais « sont restés fort discrets sur cette page peu glorieuse ». Difficulté pour eux, les « chasseurs de rouge » opérèrent en France « loin des micros et des caméras », à la différence des États-Unis où les artistes sont quasiment mis sur liste noire de manière officielle, avec la Liste noire de Hollywood. Raymond Marcellin n'en purge pas moins le CNC par la révocation des communistes qui en font partie. « (Une) répression au moins aussi dure » que celle visant les communistes américains, « s'abattit » sur les communistes français. Dès 1954, Jean-Paul Sartre a dénoncé le maccarthysme à la française[réf. nécessaire] dans un projet de pièce de théâtre, La Part du feu, qui est devenu l'année suivante Nekrassov, où il dénonce à la fois le maccarthysme et les dérives de la presse à cette époque.
Le « maccarthysme à la française » a été décrit par Roger Martelli[source insuffisante]. Il apparaît dans une période de tensions au cours de laquelle le gouvernement cherchait à « réprimer les activités communistes sans pouvoir pleinement s’engager dans la logique maccarthyste telle que pratiquée aux États-Unis ». En 1952, Jean-Paul Sartre a dénoncé les persécutions contre les militants opposés à la guerre d'Indochine, d'abord en participant au livre du PCF sur l'affaire Henri Martin puis par une interview de novembre 1953.
La CGT a multiplié les actions jugées violentes contre la guerre d'Indochine, où la France vient selon Sartre de prendre le « visage des Allemands en France » en 1939-1945. La grève du 4 juin 1952 lancée par la CGT pour obtenir les libérations de dirigeants après les manifestations du 28 mai 1952 contre la guerre de Corée, qui a « bravé les interdits ministériels », est un échec, et « les sanctions pleuvent » : dans les arsenaux 511 mises à pied, des milliers de suspensions à la SNCF, tandisqu'à Renault-Billancourt, la direction licencie 165 militants, dont 50 délégués du personnel. À la fin de l’été 1952, plus de 160 personnes sont inculpées d’atteinte à la sûreté intérieure de l’État et militants CGT sont écroués à Toulon. Le 24 mars 1953, plusieurs mandats d’amener sont lancés contre des cégétistes de haut rang, y compris le numéro un Benoît Frachon, se basant sur divers articles de presse et interventions prônant la solidarité avec les aspirations nationales des travailleurs nord-africains et l’action contre la guerre d'Indochine. Entre-temps démarre la longue grève de 1953, face à laquelle le nouveau chef du gouvernement Joseph Laniel déclare trois fois à la radio d’État que les milliers de fonctionnaires refusant les ordres de réquisition subiront des « sanctions exemplaires » puis accepte des négociations secrètes « en dehors de la CGT », qui « préparent la reprise du travail » mais la CGT n'accepte pas leur résultat car elle a augmenté son influence en cours de grève et finalement le 25 août « la reprise en bloc du travail décidée par les principales fédérations cégétistes coïncide » avec la libération d’Alain Le Léap et Lucien Molino, deux dirigeants CGT emprisonés. Peu après, l’Assemblée nationale rejette, par 302 voix contre 291, la demande de levée d’immunité de députés PCF, ce qui est interprété comme un « désaveu des poursuites engagées » et débouche le 17 novembre 1953 sur non-lieu général dans l’affaire de Toulon. Les dirigeants de la CGT, Benoît Frachon inclus, sortent de prison ou de la clandestinité lors de l'hiver 1953-1954.
La justice s’efforce de tourner la page « sans perdre la face » et l'affaire dure encore un an. Le 24 novembre 1955, 22 inculpés d’une affaire qui en compta jusqu’à 171 se présentent devant la 10e chambre du tribunal correctionnel de la Seine, plus pour « atteinte à la sûreté intérieure de l’État » mais des délits plus bénins de « rébellion et insultes à agents ».
En février 1953, Sartre avait cofondé un « Comité d'action des intellectuels pour la défense des libertés », présidé par le député SFIO Paul Rivet, cofondateur dans les années 1930 du Comité de vigilance des intellectuels antifascistes, et qui organise le 24 février 1953 une réunion publique sur les poursuites contre les leaders syndicalistes et communistes, avec des discours d'André Blumel, Claude Bourdet, Jean-Marie Domenach, Maurice Lacroix, et Edmond Vermeil. À cinq reprises, ce comité tente de sauver la vie des époux Rosenberg (26 février, 20 mars, 11 juin, 12 juin, et 17 juin ), mais il organise surtout en novembre 1953 un grand meeting « contre le maccarthysme en France », qui a « attiré beaucoup de monde » au Palais de la Mutualité, au moment de « l'affaire de l'École nationale d'administration » concernant « des mesures prises à rencontre de plusieurs candidats en raison de leurs opinions politiques ». Ce rassemblement « contre le maccarthysme en France » réussit à rallier des personnalités d'horizons très divers, chez les intellectuels comme l'historien Édouard Perroy (SFIO), l'ex-rédacteur en chef de l'AFP Gilles Martinet, et l'hélléniste Maurice Lacroix (gaulliste de gauche), mais aussi chez les parlementaires, avec André Denis (MRP), Antoine Mazier (SFIO) et Louis Vallon (gaulliste).
Le 28 mai 1954, le Conseil d’État annule les décisions du secrétaire d’État à la présidence du Conseil des 3 et 7 août 1953, qui interdisaient à cinq personnes le concours de l'ENA. Il fait valoir la Déclaration des droits de l’homme et du citoyen de 1789, pour interdire écarter un candidat en se fondant exclusivement sur ses opinions politiques. La justice avait joué aussi un rôle de frein lors de l'emprisonnement de Jacques Duclos, numéro un de fait du PCF, durant tout le mois de juin 1952.
Selon l'historienne Georgette Elgey,, le procureur général auprès de la Cour de cassation, Antonin Besson, aurait fait savoir au garde des Sceaux que l'inculpation pour atteinte à la Sûreté de l'État n'avait pas de chances d'aboutir « devant un tribunal ». Après une instruction rapide, l'action de la justice est éteinte le 1er juillet 1952 par la Chambre des mises en accusation, que préside le juge Didier, seul magistrat de l'ordre judiciaire à avoir refusé de prêter serment au maréchal Pétain,.

### Autour du thème du maccarthysme
- Nekrassov, est une comédie parodique du maccarthysme à la française, de Jean-Paul Sartre.

#### Livres
- Irwin Shaw, The Troubled Air (1951), Ondes troubles.
- Arthur Miller, Les Sorcières de Salem (allégorie du maccarthysme, titre original : The Crucible), 1952.
- Ray Bradbury, Fahrenheit 451, 1953.
- Philip K. Dick, L'Œil dans le ciel (titre original : Eye in the Sky, paru en 1959 sous le titre Les Mondes divergents dans la collection Les cahiers de la science-fiction), 1957.
- Jean Van Hamme, William Vance, Le Dossier Jason Fly, 1989 (sixième album de la saga de bande-dessinée XIII).
- Howard Fast, Being Red (1990), Mémoires d'un rouge.
- Philip Roth, J'ai épousé un communiste (titre original : I Married a Communist), 1998.
- Douglas Kennedy, La Poursuite du bonheur (titre original : The Pursuit of Happiness), 2001.
- Juan Díaz Canales, Juanjo Guarnido, Âme Rouge, 2005 (troisième album de la saga de bande-dessinée Blacksad).
- Barbara Kingsolver, Un autre monde, Prix Orange pour la fiction en 2010.
- Éric-Emmanuel Schmitt, La Trahison d'Einstein, janvier 2014 (livre adapté de la pièce de théâtre interprétée par Francis Huster et Jean-Claude Dreyfus).
- Osamu Yamamoto, The Red Rat in Hollywood, avril 2019, Édition Vega.
- Thomas Mallon (en), Fellow Travelers, 2023, Pantheon Books

#### Films
- John Berry, The Hollywood Ten, 1950.
- Joseph L. Mankiewicz, On murmure dans la ville (People Will Talk), 1951.
- Fred Zinnemann, Le train sifflera trois fois (Hight Noon), 1952.
- Elia Kazan, Sur les quais (On the Waterfront), 1954.
- Allan Dwan, Quatre étranges cavaliers (Silver Lode), 1954
- Nicholas Ray, Johnny Guitare, 1954.
- Raymond Rouleau, Les Sorcières de Salem, 1957.
- Charlie Chaplin, Un roi à New York (A King in New York), 1957.
- Henry King, Bravados, 1958.
- John Mankiewicz, Un crime dans la tête (The Manchurian Candidate), 1962.
- Sydney Pollack, Nos plus belles années (The Way We Were), 1973.
- Martin Ritt, Le Prête-nom (The Front), 1976.
- Irwin Winkler, La Liste noire (Guilty by Suspicion), 1990.
- Karl Francis, Jeff Goldblum, Greta Scacchi, Hollywood liste rouge (One of the Hollywood Ten), 2000.
- Frank Darabont, The Majestic, 2001.
- George Clooney, Good Night and Good Luck, 2005.
- Jay Roach, Dalton Trumbo (Trumbo), 2015.
- The red rat in Hollywood, Osamu Yamamoto, 2017.
- Fellow Travelers, Ron Nyswaner, 2023.

#### Musique
- Brothers Where You Bound de Supertramp (1985).
- Exhuming McCarthy de REM (1987).
- The Shortest Straw de Metallica (1988)